# Nils Langer (Germanist)
Nils Langer (* 3. Oktober 1969 in Neumünster) ist ein deutscher Germanist, Frisist und Minderheitenforscher mit einem Arbeitsschwerpunkt im Bereich der Soziolinguistik.

## Leben
Nach dem Abitur an der Immanuel-Kant-Schule (Neumünster) und dem Zivildienst (1990–1991) bei der Arbeiterwohlfahrt Neumünster studierte er von 1991 bis 2000 an der britischen Newcastle University (1993 ERASMUS-Semester an der Rijksuniversiteit Leiden, 1994 B.A. (Hons) in German and English Language, 1995 M.A. by Research in Theoretical Linguistics, 2000 PhD in German Historical Sociolinguistics). Von 1999 bis 2000 war er Faculty Fellow in German am University College Dublin. Von 2000 bis 2016 arbeitete er als Lecturer, Reader und schließlich als Professor an der University of Bristol (2006 Senior Lecturer in German, 2008 Reader in German Linguistics, 2013 Professor of Germanic Linguistics, 2002, 2003, 2004, 2006, 2009, 2010 Visiting Lecturer in German Linguistics, University of Oxford). Im Jahr 2016 trat er die neu geschaffene Professur für Nordfriesisch, Minderheitenforschung und Minderheitenpädagogik an der Europa-Universität Flensburg an. Neben Veranstaltung zur friesischen Sprache erteilt er auch Lehre in der Germanistik und im Masterstudiengang „Kultur, Sprache, Medien“. Darüber hinaus ist er seit 2017 Direktor des an der Universität angesiedelten Zentrums für kleine und regionale Sprachen.

## Schriften (Auswahl)
- Linguistic Purism in Action – How auxiliary tun was stigmatized in Early New High German. Berlin 2001, ISBN 3-11-017024-8.
- mit Winifred Davies: The Making of Bad German. Lay linguistic stigmatisations in German, past and present. Frankfurt am Main 2006, ISBN 0-8204-9842-4.
- als Herausgeber mit Anna Havinga: Invisible Languages in the Nineteenth Century. Oxford 2015, ISBN 3-0343-1968-1.
- mit Patrick Stevenson, Kristine Horner und Gertrud Reershemius: The German-speaking world. London 2017, ISBN 978-1-138-85842-8.